# Ортис, Фернандо
Ферна́ндо Орти́с Ферна́ндес (исп. Fernando Ortiz Fernández; 16 июля 1881, Гавана — 10 апреля 1969, Гавана) — кубинский учёный, общественный и политический деятель, специалист в области истории, социологии, этнограф, антрополог фольклора, географ, экономист, исследователь афро-кубинской культуры. Его называют третьим, после Колумба и Гумбольдта, человеком, открывшим Кубу.

## Биография
В двухлетнем возрасте был перевезен на Менорку, к родственникам матери. Окончил там школу. В 1895 вернулся на Кубу. Три года проучился на юридическом факультете Гаванского университета, завершил учёбу на юридическом факультете Барселонского университета, после чего в 1901 — двадцатилетним — получил степень доктора права в Мадриде. Продолжил обучение в Италии, где занялся криминологией. Работал на различных дипломатических постах в Испании, Италии, Франции. В 1906 вновь возвратился в Гавану, с 1909 — профессор права в Гаванском университете. Поддерживал дружеские связи с Хименесом, Лоркой, Карпентьером, Гильеном, Марией Самбрано, Вифредо Ламом.
В 1915—1925 годах член Палаты депутатов Кубы.
В 1928 году выступил одним из основателей Общества кубинского фольклора, в 1936 году — Испано-американского института культуры, в 1937 году — Общества афро-кубинских исследований. В 1933—1936 работал в США в тесном контакте с американскими историками. В 1945 году становится президентом Кубино-советского института культуры. В 1940 году опубликовал свой наиболее известный труд Кубинский контрапункт табака и сахара, который британский антрополог Бронислав Малиновский назвал важнейшим вкладом в мировую культурную антропологию. С 1959 года член Национального комитета АЕ Кубы.
Похоронен на кладбище Колон в Гаване.
Среди учеников Ортиса — кубинский писатель и этнолог Мигель Барнет (род. 1940).

## Избранная библиография
- Негритянские колдуны/ Los negros brujos (apuntes para un estudio de etnología criminal) (1906)
- Glosario de afronegrismos (1924)
- Об афро-кубинской музыке/ De la música afrocubana; un estímulo para su estudio (1934)
- Кубинский контрапункт табака и сахара/ Contrapunteo cubano del tabaco y del azúcar (1940, англ. пер. 1947, оба многократно переизданы)
- Martí y las razas (1942)
- Las cuatro culturas indias de Cuba (1943)
- Los bailes y el teatro de los negros en el folklore de Cuba (1951)
- Los instrumentos de la música afrocubana (5 тт., 1952—1955, La Habana)
- La africana de la música folklórica de Cuba. Ministerio de Educación. Dirección de Cultura, La Habana, 1950
- Борьба кубинцев с демонами/ Historia de una pelea cubana contra los demonios (1959, экранизирован Томасом Гутьерресом Алеа, 1971)
- Estudios etnosociológicos (1991)

## Признание
В 1955 году выдвигался на Нобелевскую премию мира.